# What’s My Age Again?
What’s My Age Again? (englisch für „Wie alt bin ich nochmal?“) ist ein Lied der US-amerikanischen Punk-Rock-Band Blink-182. Der Song ist die erste Singleauskopplung ihres dritten Studioalbums Enema of the State und wurde am 4. April 1999 veröffentlicht.

## Inhalt
What’s My Age Again? handelt von einem 23-jährigen Mann, der sich oft kindisch verhält und dem von verschiedenen Personen gesagt wird, er solle sich endlich seinem Alter entsprechend erwachsen verhalten. Mark Hoppus singt aus der Perspektive des lyrischen Ichs, das kurz vor dem Sex mit seiner Freundin stattdessen lieber Fernsehen guckt. Später ruft er die Mutter seiner Freundin von einer Telefonzelle aus an und erzählt ihr, dass ihr Mann im Gefängnis sitze. Schließlich trennt sich seine Freundin aufgrund seines unreifen Verhaltens von ihm, doch er sieht nicht ein, ernst zu sein und keine Späße mehr zu machen. Dagegen habe er noch viele Lebensjahre vor sich und müsse nicht schon jetzt erwachsen sein.

“Nobody likes you when you’re twenty-three

And you still act like you’re in freshman year

What the hell is wrong with me?

My friends say I should act my age

What’s my age again?”

## Produktion
Der Song wurde von dem US-amerikanischen Musikproduzenten Jerry Finn produziert. Als Autoren fungierten Mark Hoppus und Tom DeLonge von Blink-182.

## Musikvideo
Bei dem zu What’s My Age Again? gedrehten Musikvideo führte Marcos Siega Regie. Es verzeichnet auf YouTube über 120 Millionen Aufrufe (Stand Juli 2025). Im Video rennen die drei Bandmitglieder, Mark Hoppus, Tom DeLonge und Travis Barker, nackt durch die Straßen von Los Angeles. Dabei sind ihre Intimbereiche verpixelt. Sie laufen an zahlreichen Menschen vorbei, die von ihnen abgelenkt sind und sich nach ihnen umdrehen, wobei in manchen Szenen Chaos entsteht. So lassen die Leute Tüten fallen, verschütten Wasser oder fahren mit ihrem Auto gegen ein Schild. Die Pornodarstellerin Janine Lindemulder hat einen Cameoauftritt in einem Krankenschwesterkostüm, worin sie die Blicke der drei Musiker auf sich zieht. Einige Szenen zeigen die Band, die den Song nackt an ihren Instrumenten in einem weißen Raum spielt. Gegen Ende laufen Blink-182 ebenfalls nackt durch verschiedene Fernsehsendungen.

## Single

### Covergestaltung
Die Single wurde mit zwei verschiedenen Covern veröffentlicht. Das erste Cover zeigt die drei damaligen Mitglieder von Blink-182, Tom DeLonge, Mark Hoppus und Travis Barker, mit nacktem Oberkörper vor gelbem Hintergrund. Mitten im Bild befinden sich die Schriftzüge What’s My Age Again? in Rot und blink-182 in Weiß-Rot. Das zweite Singlecover zeigt ebenfalls die drei Bandmitglieder. Diesmal stehen sie in Unterhosen vor orangem Hintergrund. Der weiß-rote Schriftzug blink-182 befindet sich mitten im Bild, während der Titel What’s My Age Again? in Weiß auf türkis oben rechts steht.

### Titellisten
Single
1. What’s My Age Again? – 2:32
2. Pathetic (Live in LA) – 3:04

Maxi 1
1. What’s My Age Again? – 2:32
2. Pathetic (Live in LA) – 3:04
3. Dammit (Live in LA) – 3:31
4. Josie (Radio Edit) – 3:07

Maxi 2
1. What’s My Age Again? – 2:32
2. All the Small Things – 2:50
3. Untitled (Live in LA) – 2:35
4. Josie (Live in LA) – 4:35
5. Behind the Scenes Video Footage

Maxi 3
1. What’s My Age Again? – 2:32
2. I Won’t Be Home for Christmas (Live in LA) – 3:08
3. Mutt (Live in LA) – 3:26
4. Family Reunion – 0:34

### Chartplatzierungen
What’s My Age Again? stieg am 12. Juni 2000 auf Platz 80 in die deutschen Singlecharts ein und konnte sich insgesamt neun Wochen lang in den Top 100 halten. Erfolgreicher war der Song unter anderem mit Rang vier in Italien und Position 17 im Vereinigten Königreich.
| ChartsChartplatzierungen       | Höchstplatzierung | Wochen |
| ------------------------------ | ----------------- | ------ |
| Deutschland (GfK)              | 80 (9 Wo.)        | 9      |
| Schweiz (IFPI)                 | 52 (8 Wo.)        | 8      |
| Vereinigte Staaten (Billboard) | 58 (20 Wo.)       | 20     |
| Vereinigtes Königreich (OCC)   | 17 (10 Wo.)       | 10     |

### Auszeichnungen für Musikverkäufe
What’s My Age Again? erhielt im Jahr 2021 im Vereinigten Königreich für mehr als 600.000 Verkäufe eine Platin-Schallplatte. 2023 wurde es in Deutschland für über 300.000 verkaufte Einheiten mit einer Goldenen Schallplatte ausgezeichnet.
| Land/Region                  | Auszeichnungen für Musikverkäufe (Land/Region, Auszeichnung, Verkäufe) | Verkäufe  |
| ---------------------------- | ---------------------------------------------------------------------- | --------- |
| Deutschland (BVMI)           | Gold                                                                   | 300.000   |
| Italien (FIMI)               | Platin                                                                 | 50.000    |
| Neuseeland (RMNZ)            | 2× Platin                                                              | 60.000    |
| Spanien (Promusicae)         | Gold                                                                   | 30.000    |
| Vereinigtes Königreich (BPI) | Platin                                                                 | 600.000   |
| Insgesamt                    | 2× Gold · 4× Platin ·                                                  | 1.040.000 |

Hauptartikel: Blink-182/Auszeichnungen für Musikverkäufe